# مناورة الملكة (رواية)
مناورة الملكة (بالإنجليزية: The Queen's Gambit)‏ هي روايةٌ أمريكية كتبها والتر تيفيس عام 1983، حيث تعرض حياة فتاة نابغة بالشطرنج. كما تُغطي الرواية قصة سن الرشد والنسوية وشطرنج وإدمان المخدرات والكحول. عدّل نص الرواية لإنتاج مسلسل قصير من نتفليكس عام 2020 بعنوان مناورة الملكة.